# Mistagog

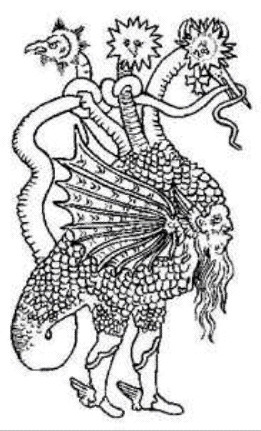
Reprezentare artistică a unui „mistagog” clasic

Un mistagog (din greacă μυσταγωγός, mistagogos, „persoană care inițiază în mistere”) este un învățător care inițiază pe altele în credințele mistice și o persoană care cunoaște misterele sacre ale unui sistem religios. Un alt cuvânt pentru mistagog este hierofant.
În religiile de mistere antice, un mistagog era responsabil cu călăuzirea unui inițiat în înțelegerea învățăturilor secrete și a ritualurilor unui cult religios. Inițiatul era adesea legat la ochi, iar mistagogul îl „ghida” literalmente în spațiul sacru.
În Biserica Creștină timpurie, acest concept a fost folosit pentru a descrie rolul episcopului, care avea sarcina să observe dacă catehumenii erau pregătiți în mod corespunzător pentru botez. Omiliile mistagogice sau predicile care prezintă tainele Bisericii erau ținute persoanelor aflate în ultimele etape de pregătire pentru a deveni membri ai Bisericii. Uneori, aceste instrucțiuni mistagogice nu erau oferite decât după ce catehumenul era botezat. Cele mai faimoase dintre aceste lucrări mistagogice sunt „Omiliile mistagogice” ale Sf. Chiril al Ierusalimului și lucrarea „Despre mistere” a Sfântului Ambrozie de Milano.
În diverse organizații, rolul mistagogului este de a conferi legămintelor un aspect misterios. Termenul este folosit uneori pentru a se referi la o persoană care îndrumă oamenii prin spații cu rol religios precum bisericile și explică funcționalitatea diferitelor. Această ramură a teologiei este uneori numită mistagogie. 
În Statele Unite ale Americii versiunile legendelor mistagogice sunt anterioare colonizării teritoriului de către europeni. Cele mai vechi triburi amerindiene din regiunea Marilor Lacuri considerau că mistagogul era un lider spiritual, care s-ar transforma după moarte într-o fiară cu multe capete. Mistagogul ar reapărea sub formă de fiară și s-ar hrăni cu cei care se abăteau de la învățăturile tribului prin nepăstrarea obiceiurilor religioase.
Tradiția istorică a mistagogului a fost continuată astăzi într-un fel în sistemul de fraternități al universităților americane, care a păstrat o poziție pentru mistagog în fiecare organizație sau în conducerea de pe plan național. Mistagogul este o persoană ce beneficiază de un mare respect, iar cunoștințele sale despre aspectele fizice și spirituale ale organizației nu sunt puse la îndoială. Într-un mod similar tradițiilor amerindiene, mistagogul din sistemul de fraternități are puterea de a închide unele părți componente ale fraternității care nu păstrează obiceiurile sau tradițiile.
Max Weber, considerat a fi unul dintre fondatorii studiului modern al sociologiei, a descris mistagogul ca fiind parțial magician și parțial profet și ca pe o persoană care înfăptuiește „acțiuni magice cu rol mântuitor”.
Potrivit lui Roy Wallis, „criteriul principal pe care Weber l-a avut în vedere în realizarea distincției între profet și mistagog a fost că acesta din urmă oferă mai degrabă soluții de mântuire în mare măsură magice decât să prezinte o etică religioasă radicală sau un exemplu de urmat.”